# Rio Campos
O Rio Campos é um curso de água do arquipélago de São Tomé e Príncipe, localizado no distrito de Caué, ilha de São Tomé. Este curso de água corre para Oeste até encontrar o Rio Ana Chaves, de que é afluente.